# Mr. Belvedere
Mr. Belvedere is een Amerikaanse komedieserie die op de Amerikaanse televisie werd uitgezonden van 1985 tot 1990.
Centraal in de serie staat Lynn Belvedere (Christopher Hewett), een Engelse butler in dienst van de ontregelde Amerikaanse familie Owens in Beaver Falls (Pennsylvania).
George en Marsha Owens huren een soort gouvernante in voor hun kinderen. Het curriculum vitae van Lynn Aloysius Belvedere spreekt ze aan. Belvedere wordt langzaam aan een soort vriend voor de kinderen. Vooral de jongste Wesley beschouwt Belvedere als een tweede vader, waardoor de vader George soms jaloers is op hem. Dit is een van de redenen waarom de twee mannen op gespannen voet samen leven. 
De sitcom is gebaseerd op een karakter uit de roman Belvedere (1947) van Gwen Davenport.

## Rolverdeling
- Christopher Hewett - Mr. Lynn Belvedere
- Ilene Graff - Marsha Owens
- Rob Stone - Kevin Owens
- Tracy Wells - Heather Owens
- Brice Beckham - Wesley T. Owens
- Bob Uecker - George Owens
- Casey Ellison - Miles Knobnoster
- Michelle Matheson - Angela Chatsikovich
- Jack Dodson - Carl Butlam
- Norman Bartold - Skip Hollings
- Robert Goulet - als zichzelf